# Downtown (Macklemore & Ryan Lewis)
Downtown is een nummer van de Amerikaanse rapper Macklemore en producer Ryan Lewis, in samenwerking met Eric Nally, Melle Mel, Kool Moe Dee, and Grandmaster Caz. Het is de eerste single van Macklemore's tweede studioalbum This Unruly Mess I've Made.
Het nummer werd wereldwijd een bescheiden hitje. In de Amerikaanse Billboard Hot 100 haalde het de 12e positie, in de Nederlandse Top 40 de 35e en in de Vlaamse Ultratop 50 de 6e.